# Johannes Wittich (Politiker)
Johannes Wittich (* 24. Dezember 1828 in Lendorf (Stadt Borken (Hessen); † 12. Mai 1898 ebenda)) war ein deutscher Gutsbesitzer, Kommunalpolitiker und Abgeordneter des Kurhessischen Kommunallandtages des preußischen Regierungsbezirks Kassel.

## Leben
Johannes Wittich wurde als Sohn des Gutsbesitzers Johann Heinrich Wittich und dessen Ehefrau Anna Martha Weidemann geboren. Er bewirtschaftete in seinem Heimatdorf den elterlichen Gutshof und war hier Bürgermeister. Am 14. September 1877 wurde er in indirekter Wahl zum Abgeordneten des Kurhessischen Kommunallandtages des Regierungsbezirks Kassel bestimmt. Er war hier einer der Vertreter aus dem Stand der Landgemeinden der Kreise Homburg und Ziegenhain und bis zu seinem Ausscheiden im Jahre 1882 in verschiedenen Ausschüssen tätig.